# Alberto Azzo I
Alberto Azzo I (muerto en 1029) fue conde de Milán entre 1013 y 1029. Era hijo de Oberto II y Railenda de Plasencia.
Alberto Azzo aparece por primera vez en la historia en 1011. El 10 de mayo de 1013, aparece en el acta de una misa en Italia. En 1014, heredó, tras la muerte de su padre, los territorios de Luni, Tortona, Génova, y Milán. Gobernaron conjuntamente Alberto Azzo y sus hermanos Hugo, Adalberto (IV), y Obizzo, todos con el mismo título que Alberto Azzo. Su hermana Berta se casó con Arduino de Ivrea (que fue rey de Italia), con lo que se aliaron la Casa de Borgoña con la familia Obertenga. Otra hermana se casó con Ulrico Manfredo II de Turín. Alberto Azzo se casó con Adelaida, familiar de Lanfranc, conde de Aucia. 
En la guerra que hubo por el trono, Alberto Azzo y sus hermanos apoyaron a su cuñado Arduino contra el emperador Enrique II. En 1014 no se opusieron a la coronación de Enrique, pero para mayo cambiaron de opinión y empezaron a apoyar a Arduino. Después de Julio Alberto Azzo tomó Solingen, y asaltó Pavía, Vercelli, y Novara. En 1019 se reconcilió con Enrique, pero en 1022 los cuatro hermanos fueron hechos prisioneros por los hombres de Enrique y Alberto Azzo fue puesto ante la justicia imperial en Moselice. En la primavera de 1026 Alberto Azzo tuvo que aliarse con su cuñado Ulrico Manfredo para defender Pavía frente al emperador Conrado II.
Alberto Azzo tuvo un solo hijo, que le sucedió en el poder: Alberto Azzo II.